# Bundesautobahn 22
De Bundesautobahn 22 was een geplande autosnelweg in Duitsland. De oorspronkelijke plannen waren om de A22 aan te leggen in de deelstaat Nedersaksen vanaf Kreuz Stade-Ost waar de A22 zou beginnen in westelijke richting om vervolgens op de A27 bij Dreieck Loxstedt aan te sluiten. Van daar zou hij een tijdje meeliften met de A27 om zich dan bij Dreieck Stotel weer af te splitsen en in zuidwestelijke richting verder te gaan, de A29 bij KreuzJaderberg te kruisen en uiteindelijk aan te sluiten op de A28 ter hoogte van Westerstede.
Het was tevens de bedoeling dat de A22 de Bundesstraße 437 voor een deel zou opheffen, dit bij de Wesertunnel. Op 25 juni 2010 werd echter besloten om de A20 door te laten lopen tot aan de A28 bij Westerstede, dit om aan te geven dat het een deel is van de Ostsee- of Küstenautobahn. Hierdoor verdwijnt de A22 voorlopig uit het Duitse wegennet.
Vele Duitsers zien zowel de ecologische als economische voordelen van de nieuwe snelweg niet in. Voor ondernemers in het gebied biedt hij echter voordelen; zij hebben daarom al €750.000,- beschikbaar gesteld voor het project.